# Heinrich Gottlieb Schmieder
Henrich Gottlieb Schmieder (geboren 3. Juni 1763 bei Dresden, Kurfürstentum Sachsen; gestorben 1815 in St. Petersburg, Russisches Kaiserreich) war ein deutscher Theaterdichter und Schriftsteller.

## Leben
Schmieder studierte Jura und wurde 1786 promoviert. Danach ließ er sich als Notar/Rechtsanwalt in Düben nieder. Schon bald trat er jedoch als Premierlieutenant (als Regiments-Quartiermeister) beim hier stationierten sächsischen Bellegardischen Kürassier-Regiment ein. Diesen Dienst quittierte er allerdings 1788 schon wieder.
Denn seit seiner Studienzeit und auch als Offizier war Schmieder als Theaterautor in Erscheinung getreten, indem er Schauspiele sowie Opernlibretti, aber auch deutsche Übersetzungen französischsprachiger und italienischsprachiger Libretti verfasst hatte, so die deutsche Erstfassung von Mozarts Don Giovanni. Dadurch in der Fachwelt relativ bekannt geworden, nahm er in letzterem Jahr ein Angebot als Theaterdichter am neu begründeten Kurfürstlichen Nationaltheater Mainz an, welches unter der Intendanz von Wolfgang Heribert von Dalberg stand. Hier schrieb er den Prolog zur Einweihung des Theaters. In dieser Stellung verblieb Schmieder offenbar bis 1792.
Ab 1796 war er am Theater Altona als Theaterdichter und Regisseur tätig; ab Juni 1800 zusätzlich als dessen Mitdirektor. Seine rege schriftstellerische Tätigkeit bewog ihn, nebenher Mitinhaber einer Buchhandlung zu werden.
1803 trat Schmieder sodann als Direktor des neu erbauten Theaters in der Hamburger Vorstadt St. Georg in Erscheinung.
Im Folgejahr engagierte ihn Joseph Miré als Assistent der Direktion des Deutschen Theaters nach St. Petersburg. Von 1805 bis 1815 trat Schmieder, nun in völlig anderer Tätigkeit, als Konsulent beim Reichs-Justizkollegio in St. Petersburg in Erscheinung (als ein solcher meldete die Zeitung für die elegante Welt am 8. Dezember 1815 seinen Tod). Von hier schrieb er Korrespondenzberichte über das St. Petersburger Theater und anderes für das Morgenblatt für gebildete Stände.
Als Regisseur bemühte sich Schmieder A.W. Iffland nachzuahmen, indem er ohne Theatergesetze, nur durch den Zwang der Wohlanständigkeit und eines lebendig erhaltenen Pflichtgefühls das Personal zu leiten.
Sein reichhaltiges Werk besteht aus einer großen Anzahl Lustspiele, Gedichte, Singspiele, Opern, Trauerspiele und Schauspiele, aber auch Reisebeschreibungen. Teilweise fertigte er erstere Kategorie als Übersetzungen und Bearbeitungen an.
Daneben war er als Herausgeber tätig, von: „Allgemeines Theaterjournal“ (Frankfurt a. M., 1792), „Zeitung für Theater und andre schöne Künste“ (Leipzig, 1793–94), „Die Rheinischen Musen oder Zeitung für Theater und andere schöne Künste“ (1794 - 97 in sieben Bänden), „Taschenbuch fürs Theater“ (Mannheim auf 1795 und 1796)  sowie  (... auf 1798 und 1799). „Journal für Theater und andere schöne Künste“ (Hamburg, 1797 - 98), „Taschenbuch für's Theater, auf 1798 und 1799“ (Mainz-Hamburg, 1798), „Neues Journal für Theater und andere schöne Künste“ (Hamburg, 1799/1800), „Taschenbuch fürs Theater“ (Hamburg, 1801), „Theater-Kalender auf das Jahr 1804“ (Hamburg), „St. Petersburger Taschenkalender für's Theater auf 1805“ (darin von Schmieder: „Kurze Geschichte der deutschen Bühnen in St. Petersburg“).

## Werke (Auswahl)
- Kronholm oder gleich ist Werther fertig (Schauspiel, 1783).
- Die Seelenverkäufer (Lustspiel, 1784).
- Szenen aus der neuen Welt (1785).
- Über Reise-Nachbetereyen und Naturauftritte - Bemerkungen auf einer Reise nach Erfurt, Gotha, Weimar, Jena, Naumburg, Weißenfels, Lauchstädt, Halle, Leipzig (Halle, 1786).
- Das Erdbeben in Messina (dialogisierte Geschichte, 1786).
- Der schwache König (Szenen aus der Geschichte Heinrich IV. von Kastilien, 3. Bd., 1786 - 88).
- Folgen der Eifersucht (1811).